# بريان وارد (قسيس)
بريان وارد (بالإنجليزية: Bryan Ward)‏ هو قسيس أسترالي، ولد في 7 أغسطس 1906 في Summer Hill, New South Wales ‏ في أستراليا، وتوفي في 27 أغسطس 1989 في كوينزلاند في أستراليا.